# エレズ・リーバーマン・エイデン
エレズ・リーバーマン・エイデン（本名: エレズ・リーバーマン, 英: Erez Lieberman Aiden, 1980年-）は、応用数学に関連する複数の分野で活躍するアメリカの研究者。ベイラー医科大学の分子遺伝学およびヒト遺伝学の教授で、名誉マクネア奨学生、またライス大学の計算機科学の非常勤教授でもある。以前はハーバード大学フェロー協会の会員であり、Googleの客員教授だった。数学的および計算的アプローチを使用して、進化的グラフ理論を通じたネットワークやカルチュロミクスの分野の言語など、さまざまなコンテキストでの進化を研究しており、さまざまな分野で科学論文を発表している。
リーバーマン・エイデンは、レメルソン・MIT 大学院生賞やアメリカ物理学会生物物理学優秀博士論文研究賞など、数々の賞を受賞している。2009年には、テクノロジーレビュー誌によって35歳未満のイノベーターの35人のうち一人に選ばれ、2011年には大統領若手科学者・技術者賞の受賞者の一人となった。

## 幼少期と教育
リーバーマンはブルックリン区で3人の兄弟と共に育ち、7歳でコンピュータプログラミングを始めた。父親のアハロン・リーバーマンはテクノロジー起業家で、ニュージャージー州に工場を所有していた。子供の頃、リーバーマン・エイデンはヘブライ語とハンガリー語を話し、英語は彼の第三言語だった。
リーバーマン・エイデンはプリンストン大学で数学、物理学、哲学を学び、イェシーバー大学で歴史学の修士号を取得した。その後、ハーバード大学とハーバード・MIT健康科学技術プログラムで数学と生物工学の共同博士号を取得し、エリック・ランダーとマーティン・ノヴァクの指導を受けた。

## 研究とキャリア
リーバーマン・エイデンは、博士課程の指導教官であるマーティン・ノヴァクと共に進化的グラフ理論の創始に貢献した。以来、ヒトゲノムの3次元構造とカルチュロミクスの研究に携わっている。

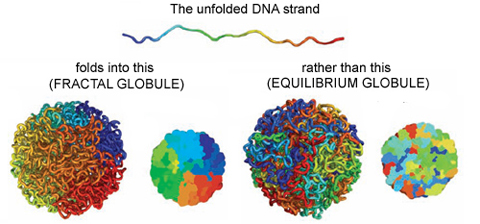
リーバーマン・エイデンらが提案した3Dゲノム構造のフラクタル球状モデル（左）と平衡モデル（右）との比較（小さな図は断面を示す）

### 3Dゲノム構造
リーバーマン・エイデンは、マサチューセッツ大学医学部の科学者チームの一員であり、ヒトDNAが平衡球状ではなくフラクタル球状に折り畳まれることを初めて示唆した。この発見は、各細胞のゲノムが結び目を形成することなく高密度に凝縮される仕組みを説明している。リーバーマン・エイデンと共同研究者は、「Hi-C」と呼ばれる染色体コンフォメーションキャプチャーの変種を発明した。これは、3Dゲノム構造を示唆するゲノム全体の接触確率の指標を生成する。この技術は、既存の染色体キャプチャー法とDNAシークエンシングを組み合わせることで、クロマチン接触のall-versus-all測定を可能にするのだ。
2009年にこの研究はサイエンス誌に掲載され、表紙のイラストとして取り上げられた。出版後、リーバーマン・エイデンは次のように語っている。
DNAは小さなスケールでは二重らせん構造をしていること、これは古くから知られていました。…しかし、もし二重らせん構造がそれ以上折り畳まれなければ、各細胞のゲノムは2メートルにもなります。科学者たちは、直径わずか100分の1ミリメートルほどしかないヒト細胞の核に、二重らせん構造がどのように収まるのかを、まだ完全には理解していませんでした。この新しいアプローチにより、まさにその疑問を解明することができました。
2014年に彼はセル誌に寄稿した論文の主任著者として、彼のチームがDNAの基本的な構造を記述するために使用したHi-Cの改良法について説明した。

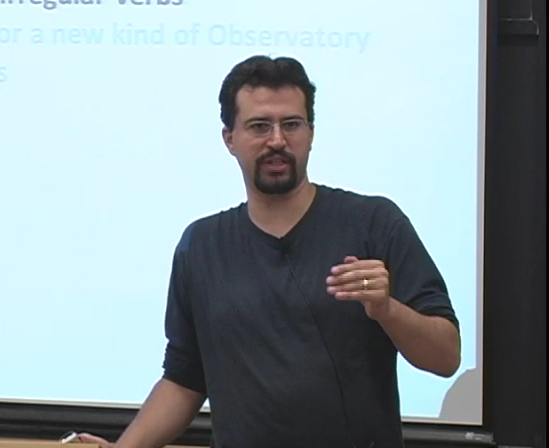
エレズ・リーバーマン・エイデンが2011年にハーバード大学でカルチュロミクスについて講義している様子

### カルチュロミクス
リーバーマン・エイデンは、約500万冊のデジタル化された書籍のコーパスの分析に携わり、データマイニング技術を応用して新しい分野であるカルチュロミクスを発展させた。彼は、2004年に古英語のテキストをデジタル化するプロジェクトに携わり、その分析によって動詞の規則化、つまり不規則動詞が時間の経過とともにますます規則的になるプロセスを裏付ける証拠が得られた。
Google ブックスの発表後、リーバーマン・エイデンはGoogleの研究ディレクターであるピーター・ノーヴィグに接触し、そのデータの統計分析を許可された。彼の研究は2010年12月にリリースされたGoogle Books Ngram Viewerに貢献した。これはカルチュロミクスの考え方を利用して、任意の文字列の正規化された歴史的傾向を生成する。このプロジェクトは、名声のダイナミクスの変化や第二次世界大戦中の文学検閲の事例など、多くの研究結果をサイエンス誌に発表した。

### 賞と栄誉
2008年、リーバーマン・エイデンは、バランスの問題を抱える高齢者を支援し、怪我の原因となる転倒を防ぐことを目的としたiShoeの研究により、レメルソン・MIT 大学院生賞を受賞した。翌年、iShoeはポピュラーメカニクス誌の「医療を変える20のバイオテクノロジーのブレークスルー」の1つに選ばれた。また1年後、リーバーマン・エイデンはMITのテクノロジーレビュー誌によって35歳未満のイノベーターの35人のうち一人に選ばれた。
2010年、アメリカ物理学会はリーバーマン・エイデンに「進化と構造の出現」と題した論文に対し、生物物理学における優秀博士論文研究賞を授与した。彼の博士論文はハーツ論文賞も受賞した。リーバーマン・エイデンはNIH所長新人イノベーター賞も受賞しており、 2011年には他の95人のアメリカ人研究者とともに大統領科学者・技術者若手賞の受賞者に選ばれた。
2014年、リーバーマン・エイデンはベイラー医科大学の名誉マクネア奨学生に選出された。

## 私生活
エレズ・リーバーマンは、2005年にアヴィヴァ・プレッサーと結婚した。結婚後、夫婦ともに姓に「エイデン」を追加した。これはヘブライ語でエデン、ゲール語で小さな火を意味する。2人の間には、ガブリエル・ガリレオという息子、マーヤン・アマラという娘、ジュダ・アブラハムという男の子がいる。科学的な関心以外では、エイデン・リーバーマンはニコラス・カーンとリチャード・セレスニックとの現代美術のコラボレーションに参加し、アメリカやヨーロッパのギャラリーで展示された。
リーバーマン・エイデンと彼の妻は、開発途上国にぬいぐるみを配布する非営利団体「国境なきベアーズ」を設立した。